# 明石西郵便局
明石西郵便局（あかしにしゆうびんきょく）は、兵庫県明石市にある郵便局。民営化前の分類では集配普通郵便局であった。

## 概要
住所：〒674-8799 兵庫県明石市魚住町錦が丘4-2-22

## 沿革
- 1874年（明治7年）12月1日 - 大久保郵便取扱所として開設[1]。
- 1875年（明治8年）1月1日 - 大久保郵便局（五等）となる[1]。
- 1885年（明治18年）10月1日 - 貯金取扱を開始[1]。
- 1893年（明治26年）4月1日 - 為替取扱を開始[1]。
- 1947年（昭和22年）12月1日 - 郵便物集配業務を廃止、当該業務を明石郵便局に承継[2]。
- 1948年（昭和23年）5月1日 - 特定郵便局から普通郵便局に局種別改定[3]、郵便物集配業務を再開[4]。
- 1966年（昭和41年）8月28日 - 電話通話事務および和文電報受付事務を開始。
- 1977年（昭和52年）11月21日 - 明石市大久保町松陰堂上から、同市魚住町錦ヶ丘四丁目に移転するとともに明石西郵便局に改称。
- 1982年（昭和57年）9月6日 - 二見郵便局から集配業務の一部[5]を移管。
- 1990年（平成2年）8月20日 - 神戸市西区内の郵便番号を〒674から〒651-24に変更。
- 2000年（平成12年）8月14日 - 外国通貨の両替および旅行小切手の売買に関する業務取扱を開始。
- 2007年（平成19年）10月1日 - 民営化に伴い、併設された郵便事業明石西支店に一部業務を移管。
- 2012年（平成24年）10月1日 - 日本郵便株式会社発足に伴い、郵便事業明石西支店を明石西郵便局に統合。

## 取扱内容
- 郵便、印紙、ゆうパック、内容証明
- 貯金、為替、振替、振込、国際送金、外貨両替・トラベラーズチェック、国債、投資信託
- 生命保険、バイク自賠責保険、自動車保険、がん保険、引受条件緩和型医療保険
- 地方公共団体事務（明石市ごみ処理券の販売、兵庫県住宅再建共済基金利用申込取次事務）
- ゆうちょ銀行ATM
- 明石市内の一部地域（〒674-00xx、〒674-85xx、〒674-86xx、〒674-87xxの区域）および神戸市西区内の一部地域（〒651-24xxの区域）の集配業務
- ゆうゆう窓口

## 風景印
- 図柄は住吉神社能舞台と重文・石灯籠。局名表記は「明石西」
- 使用開始日は1981年（昭和56年）8月10日

## 周辺
- 魚住モール
- 明石工業高等専門学校
- 国道2号
- ダイワマルエス

## アクセス
- JR山陽本線 魚住駅から徒歩約2分
- 山陽電鉄本線 山陽魚住駅から徒歩約19分
- Tacoバス JR魚住駅北口停留所下車
- 第二神明道路 大久保ICから南西へ約4km
- 駐車場あり：15台